# Hunukú
Hunukú es una localidad urbana ubicada en el municipio de Temozón, en el estado de Yucatán, en México. Es la segunda localidad más poblada del municipio, con 2971 habitantes en el año 2010.

## Toponimia
El nombre (Hunukú) proviene del idioma maya. "Hunab-k'u" "un solo dios".

## Demografía
Según el censo de 2010 realizado por el INEGI, la población de la localidad era de 2971 habitantes, de los cuales 1488 eran hombres y 1483 eran mujeres.

## Servicios públicos

### Salud
La localidad cuenta con una unidad médica de atención primaria correspondiente al IMSS-Bienestar. Esta unidad cuenta con un consultorio médico, área de enfermería y servicios del primer nivel de atención.